# Maurycy Rohrer
Maurycy Rohrer (ur. 19 lipca 1804 w Krakowie, zm. 10 października 1867 we Lwowie) – lekarz polski, meteorolog, botanik.

## Życiorys
Był synem krakowskiego kupca. Uczęszczał do gimnazjum benedyktyńskiego w Seitenstaetten (Górna Austria), następnie studiował medycynę na Uniwersytecie Wiedeńskim. W lipcu 1829 uzyskał stopień doktora medycyny na podstawie pracy poświęconej niepłodności i podjął pracę w szpitalu ogólnym we Lwowie (jako asystent). Brał aktywny udział w walce z epidemią cholery we Lwowie w 1830. Od 1831 był lekarzem obwodowym w Radowcach, następnie w Suczawie (Bukowina), Wadowicach (1834-1838), Stanisławowie (1838-1854). Od 1854 ponownie pracował we Lwowie.
Od 1865 był członkiem Towarzystwa Naukowego Krakowskiego.
Autor kilku prac poświęconych medycynie. W początkowym okresie pobytu we Lwowie planował podróż naukową do Arabii. Rozpoczął w związku z tym studia przyrodnicze i języków wschodnich. Kiedy plany te uniemożliwiła choroba płuc, zajął się badaniami meteorologicznymi. Prowadził regularne obserwacje od ok. 1832, dokonywał zestawień i analiz wyników tych obserwacji. Zajmował się zjawiskami opadów deszczu i śniegu, gradobicia, stanem wód w rzekach Galicji. Prowadził również badania botaniczne, których wyniki ogłaszał na łamach "Sprawozdań Komisji Fizjograficznej Towarzystwa Naukowego Krakowskiego".

## Twórczość naukowa
- Die epidemische Brechrunr zu Lemberg (1831)
- Die Cholera in Galizien (1832)
- Ueber Regentropfen und Schneeflocken (1859).
- Beitrag zur Meteorologie und Klimatologie Galiziens (1866)